# Leucania jordana
Leucania jordana är en fjärilsart som beskrevs av Max Bartel 1904. Leucania jordana ingår i släktet Leucania och familjen nattflyn. Inga underarter finns listade i Catalogue of Life.